# Zhongqiao
Zhongqiao (kinesiska: 中桥) är en socken i sydvästra Kina. Den ligger i stadsdistriktet Nanchuan, i storstadsområdet Chongqing, omkring 75 kilometer öster om det centrala stadsdistriktet Yuzhong. Antalet invånare är 7 668. Befolkningen består av 3 749 kvinnor och 3 919 män. Barn under 15 år utgör 19,0 %, vuxna 15-64 år 65 %, och äldre över 65 år 15,0 %.